# Станишевац
Станишевац (серб. Станишевац / Staniševac) — село в общине Вишеград Республики Сербской Боснии и Герцеговины. В настоящее время село необитаемо.